# Дерма
Дерма (dermis) или същинска кожа се нарича слоят кожа под епидермиса, който се състои от съединителна тъкан и смекчава въздействието на натиск и опън върху тялото. Дермата е здраво свързана с епидермиса чрез базална мембрана. В нея има много нервни окончания, които осигуряват усещанията за допир и топлина. Дермата съдържа космени торбички, потни жлези, мастни жлези, апокринни жлези и кръвоносни съдове. Структурни елементи на дермата са колаген и еластични влакна. Кръвоносните съдове в дермата осигуряват храненето и изхвърлянето на отпадъците на клетките както на дермата, така и на основния слой на епидермиса.
Разположените в дермата еластични влакна определят здравината и еластичността на кожата. Под епидермиса дермата е неравна и образува множество папили, които навлизат в него. Най-големи и най-гъсто разположени са папилите по кожата на пръстите, дланите и стъпалата, въз основа на което се оформя рисунъкът, строго специфичен за всеки човек. Дермата се дели на два слоя – дълбок мрежест и повърхностен папиларен слой.